# Parque nacional natural de Dzharilgach
El Parque nacional natural de Dzharilgach —en ucraniano: Джарилгацький національний природний парк— es un parque nacional ubicado en óblast de Jersón,Ucrania y cuya superficie abarca 24710.54 acre (100km²)
Está situado en el distrito Skadovsk, región de Jerson, en la isla de Dzharilgach. El parque abarca la isla, la zona acuática del golfo Dzharilgach y la costa entre Skadovsk y Аzure.

## Historia
El parque nacional de Dzharilgach se fundó el 11 de diciembre de 2009, de acuerdo con el decreto del presidente ucraniano Víktor Yúshchenko. La finalidad fue conservar los valiosos complejos naturales, históricos y culturales, así como sus pertenencias de la costa norteña del Mar Negro. El parque consta de 10.000 hectáreas de terrenos de propiedad estatal, incluyendo 805 hectáreas de la empresa estatal "La economía de investigación de caza forestal de Skadovsk". Estos son terrenos confiscados y dados al Parque nacional para su uso permanente. Adicionalmente, consta de 6.726 hectáreas de los terrenos de propiedad de "La economía de investigación de caza forestal de Skadovsk" y 2.469 hectáreas de la zona acuática del golfo Dzharilgach del Mar Negro; estos terrenos se han incluido en el Parque nacional sin confiscarlos.

## Proceso de creación
La base del Parque nacional es la isla Dzharilgach y su zona acuática adyacente. Esta área, de enorme importancia para la conservación del medio acuático del Mar Negro y de las aves, atrajo la atención de los científicos desde hace un siglo. En 1923, la isla se convirtió en la parte de la Reserva «Askania-Nova». En 1927, se creó la parte de las Reservas Litorales estatales. En 1937, esta reserva ha sido cancelada. Solo en 1974, en la parte noreste de la isla fue creada la Reserva de Dzharylgach para proteger una especie de la familia Gramineae - Chrysopogon gryllus (L.) Trin. (Andropogon gryllus L.). En 1997, vuelven a continuar las actividades de creación en el Parque Natural Nacional. Recién en 2009, toda la isla volvió a estar protegida. 
En los años 2010-2012, de acuerdo con el decreto presidencial, el Consejo de Ministros de Ucrania ratificó el proyecto en la forma prescrita, incluyendo la organización del territorio del Parque nacional de Dzharilgach, su protección, restauración y uso recreativo de los complejos naturales y objetos.

## Flora
La vegetación está representada por especies psammófilas, medio psammófilas y medio esteparias, especies praderas, especies pantanosas, especies de suelos alcalinos y salinos, y más, plantas acuáticas superiores. Áreas grandes están ocupadas de plantaciones artificiales de árboles y arbustos. La flora del Parque está constituida con cerca de 500 especies de criptógamas (252 familias) y plantas vasculares (252 familias) y hay una alta proporción (gran porcentaje) de especies endémicas y especies subendémicas. En la isla hay 54 subespecies (lo es 10,82% de cantidad total de flora). En el Libro Rojo de Ucrania están incluidos 21 especies de plantas vasculares, incluyendo: Centaurea breviceps Iljin, Dianthus bessarabicus Klokov, Anacamptis coriophora (L.), Anacamptis palustris (Jacq.), Anacamptis laxiflora (Lam.), Anacamptis picta (Loisel.), Anacamptis morio (L.), Chrysopogon gryllus (L.), Crambe pontica, Stipa capillata L., Stipa borysthenica Klokov ex Prokudin, Epipactis palustris (L.), Medicago marina L., Cladium mariscus (L.), Asparagus pallasii Miscz.

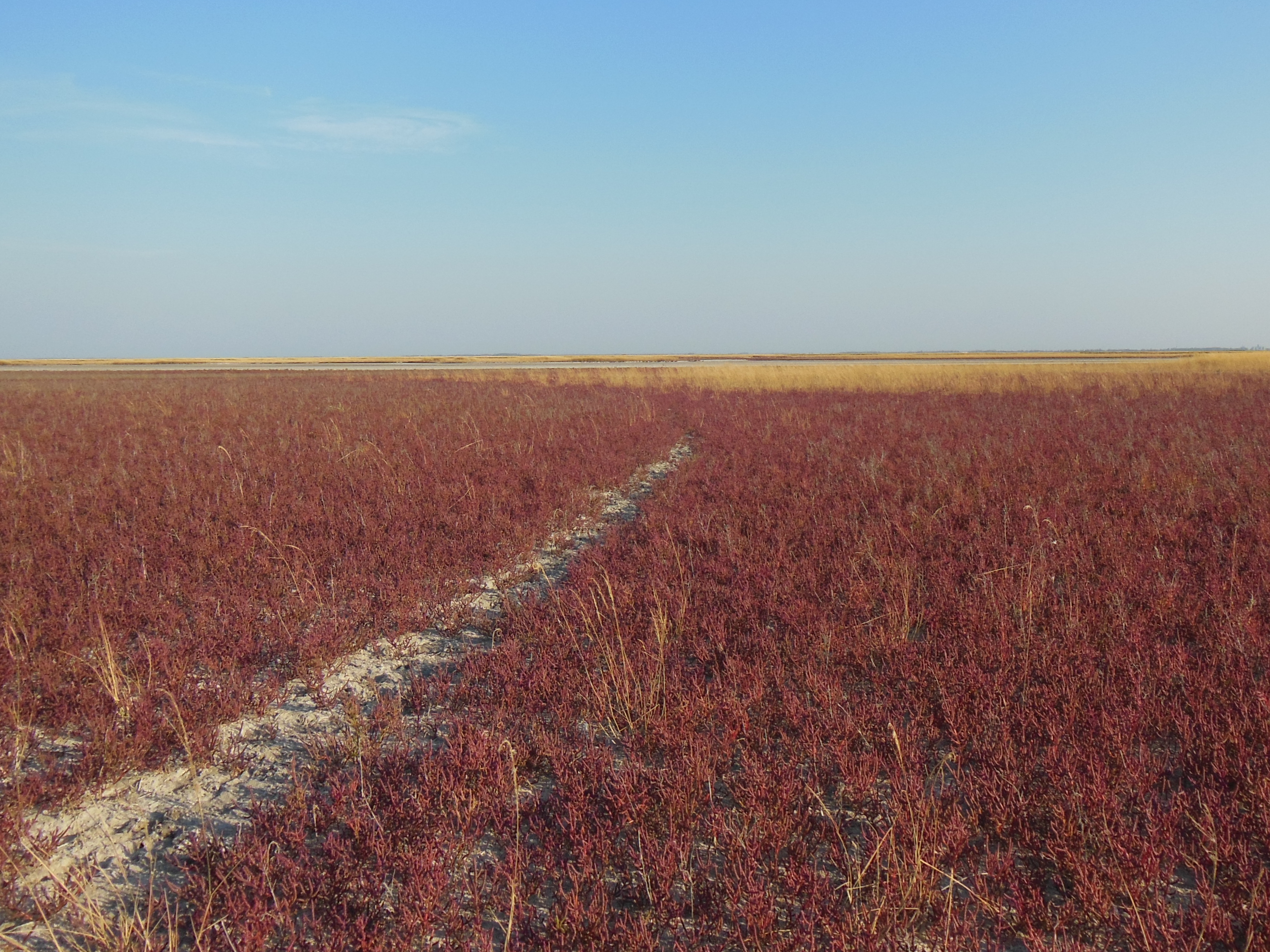
Salicornia europaea.

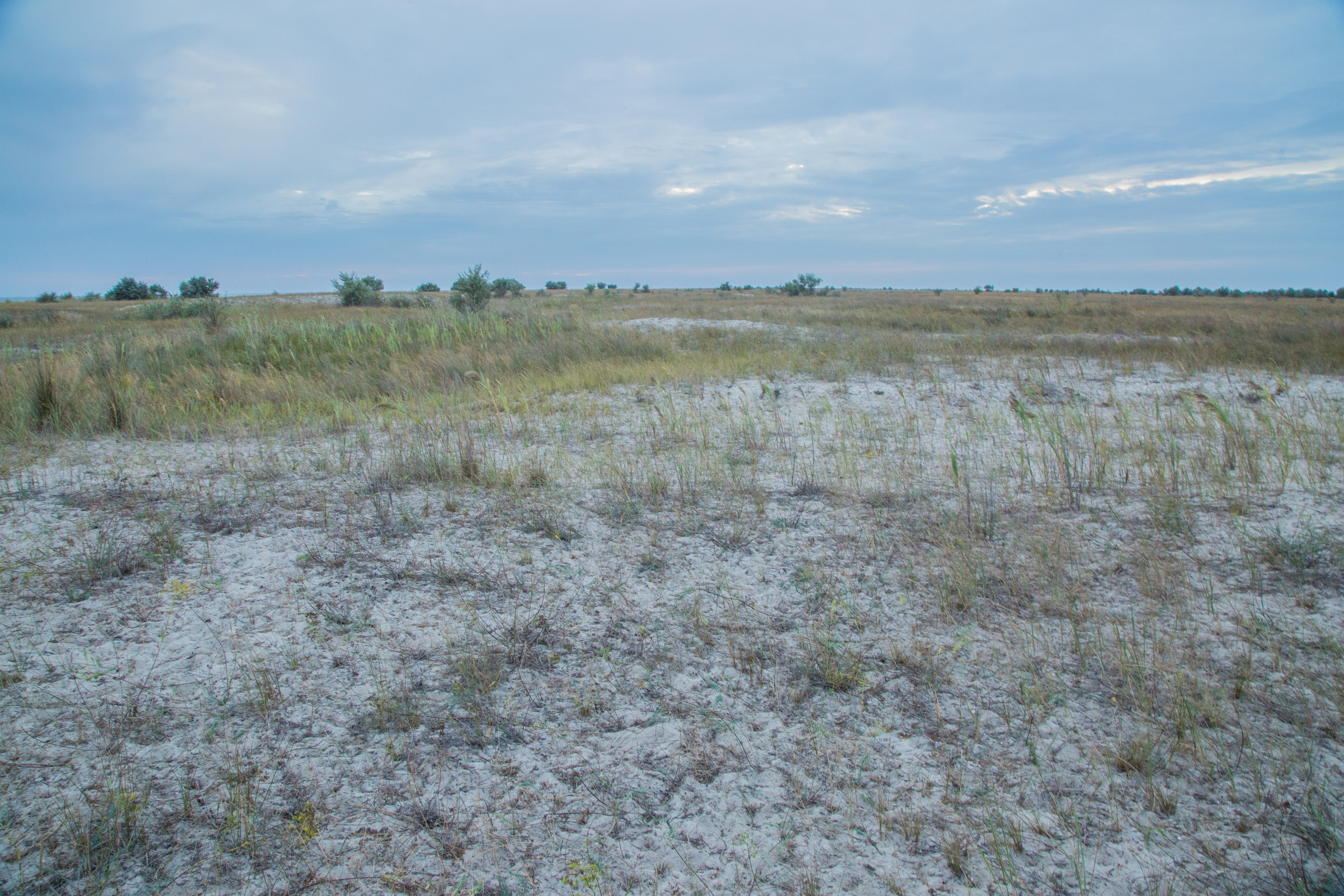
La vegetación arenosa.

En Lista Roja de Europa están incluidos: Dianthus bessarabicus Klokov, Asparagus pallasii Miscz., Puccinellieta syvaschicae.
Flora de la isla Dzharilgach está representada por especies psammófilas, medio psammófilas y medio esteparias, especies praderas, especies pantanosas, especies de suelos alcalinos y suelos salinos. Vegetación sin antrópica está representada por plantaciones artificiales de árboles y arbustos, particularmente lo es Elaeagnus commutata, Elaeagnus angustifolia (habitus), Tamarix ramosissima Ldb., Ulmus pumila L., Populus nigra, Populus alba, Robinia pseudoacacia, Ribes aureum. Complejos de plantas de la isla están representados por cubierta de hierbas enrarecidа en las terrazas arenosas; en bajos terrenos salados, la vegetación está representada en su mayor parte por halófitas: Suaeda acuminata, солонець лежачій, Limonium gmelinii y Puccinellia fominii y Puccinellia gigantea (se encuentran como grupos separados grandes). Alrededor de lagos salados y terrenos bajos con inundaciones largas están formados unos complejos separados de plantas con dominación de Phragmites australis (Cav.) y subdominante Elytrigia repens, Tripolium pannonicum y Juncus maritimus, pero en menos cantidad. En interinsulares zonas altas con suelos castaños oscuros alcalinos y suelos arenosos, la flora está representada por formaciones con signos de dominancia de Chrysopogon gryllus y Stipa borysthenica Klokov ex Prokudin. Anacamptis morio (L.) y Anacamptis palustris (Jacq.) se hallan en terrenos bajos poco alcalinos. La cubierta vegetal enrarecidа consiste de Syrenia talijevii Klokov y Carex colchica, que se encuentra a veces entre grupos de especies medio psammófilas y medio esteparias. A lo largo de la costa y en terrenos bajos, entre Phragmites australis (Cav.) hay locuses de Trachomitum venetum (L.), que es una especie endémica de la isla muy local y está en el Libro Rojo de Ucrania. Terrazas tortugueses son un abrigo para tales especies muy raras y protegidas, como Eryngium maritimum, Crambe maritima y para comunes especies dominantes, como Leymus sabulosus, Cakile euxina.

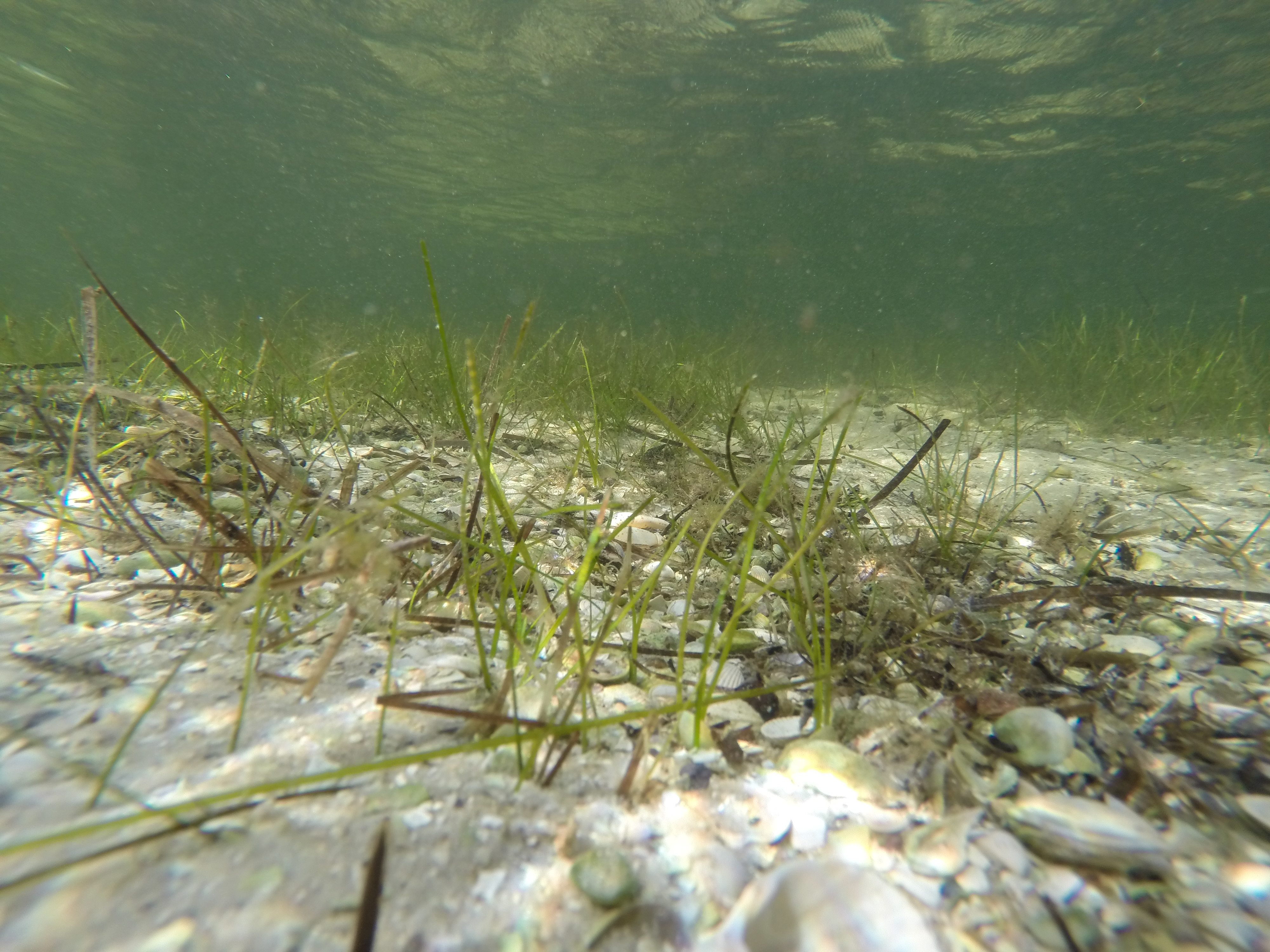
Las plantas subacuáticas.

En el territorio del Parque nacional de Dzharilgach, hay grupos de tales plantas que figuran en Libro Verde de Ucrania como: Cladium mariscus, Puccinellieta syvaschicae, Stipa borysthenica, Stipa capillata L., Chrysopogon gryllus (L.) trin.
La micobiota cuenta con más de 57 especies de hongos, flora de líquenes tiene 26 especies.

## Fauna

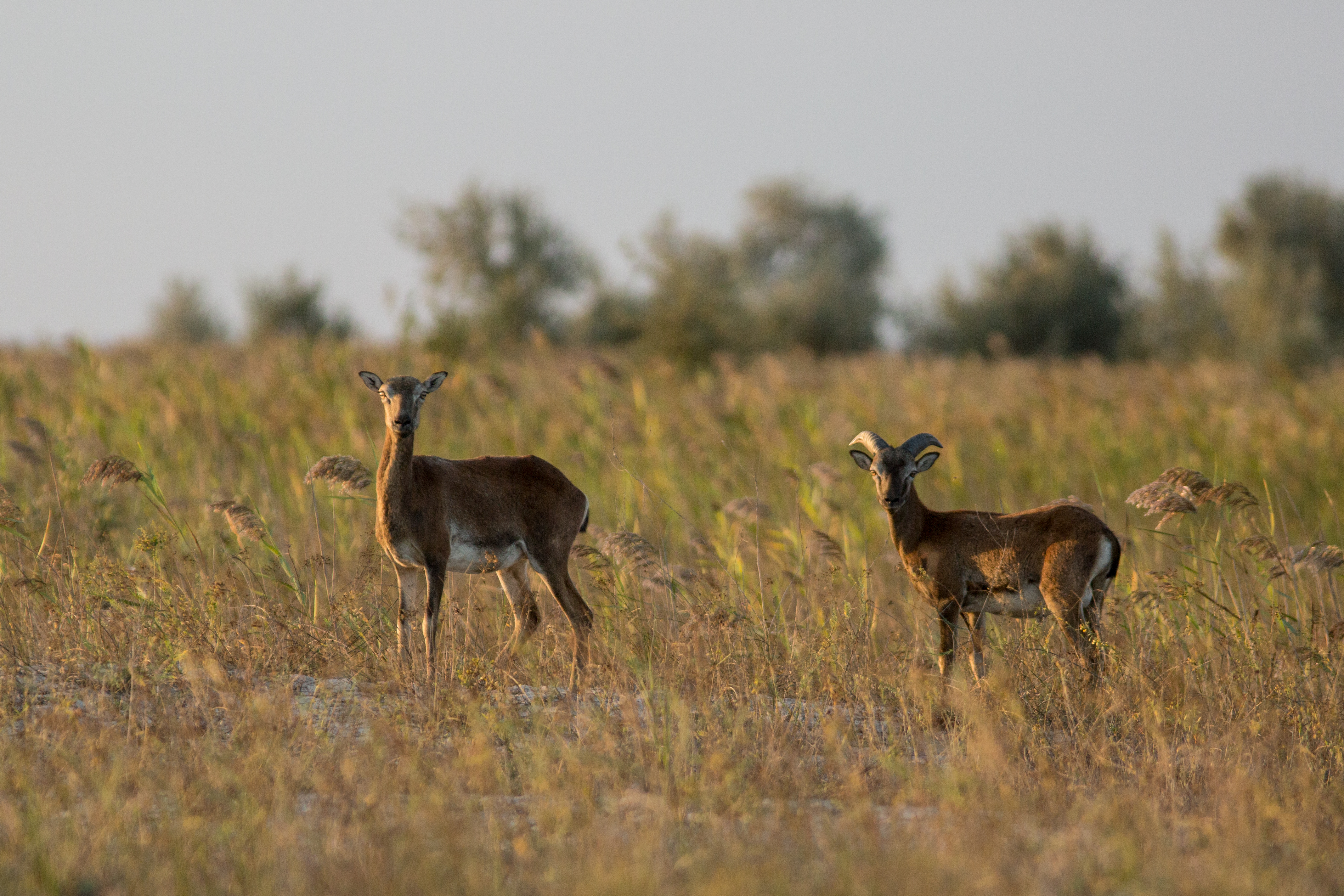
Esta foto de Dzharylhach fue tomada durante la Wikiexpedición a Dzharylhach con el apoyo de Wikimedia Ucrania

La fauna de los peces está formada por elementos de varios orígenes y cuenta con 80 especies. Gobios tienen gran popularidad y gran demanda, su carne es de alta palatabilidad y, por eso, son valiosos para los pescadores-animadores. En su mayoría, gobios son peces que se encuentran en el fondo de los mares, pero algunos de ellos se encuentran en litorales lagos salobres, estuarios y desembocaduras de los ríos.
Muchas especies de gobios se destacan por su color inusual, que pueden cambiar en ciertos momentos y épocas de su vida. En periodos normales, diversas especies se difieren a uno del otro por el color de su cuerpo. Las especies comerciales más comunes son Zosterisessor ophiocephalus, Mesogobius batrachocephalus, Gobius melanostomus, Gobius fluviatilis.
En las bahías entre los eelgrass (zostera marina) y Cystoseira se ocultan verderones de color abigarrado. También es posible encontrar aquí: rampa, platija, arenque del mar Negro, anchoa, espadín, mújol, chicharro, carasio marino, pescado azul, cabracho y otros.
El único representante del tiburón en el mar Negro - es katran (Squalus acanthias ponticus). Este tiburón es la especie de peces del Mar Negro más interesante.  Su cuerpo de forma de huso está cubierto de las escamas grises muy menudas con pequeñas manchas blancas. Este tiburón no ataca seres humanos y es completamente seguro.
De una familia Hippocampus son peces-agujas de mar y caballitos de mar. Caballito del Mar Negro (Hippocampus guttulatus microstephanus) - es un pequeño pez óseo, que lleva un estilo de vida sedentario, que prefiere agua salada, limpio y fresco, con fondo arenoso. Casi extinto en zonas recreativas debido a la pesca excesiva, por esta razón, algunas especies de peces-agujas y de caballitos de mar figuran en el Libro Rojo de Ucrania. También están en el Libro Rojo de Ucrania el huso del Mar Negro (Huso huso ponticus), esturión de los mares Negro y de Azov (Acipenser gueldenstaedtii сolchica), esturión estrellado (Acipenser stellatus), salmón del mar Negro (Salmo trutta labrax). Poblaciones de estas especies son de capa caída por causa de la desaparición de su hábitat (biotopos naturales de existencia), necesarios para su reproducción, lo es debido a la construcción hidráulica, la contaminación del agua, la pesca ilegal.
En el parque se halla más de una docena de especies de cangrejos, la mayoría de las que vive en zonas costeras poco profundas entre los matorrales. Las especies más comunes son: cangrejo de hierba (Eriphia spinifrons), cangrejo de piedra (Eriphia verrucosa), cangrejo de mármol (Pachygrapsus marmaratus), Macropipes holsatus and cangrejo ermitaño (Diogenes pugilator), la pesca y la recolección de estas especies — son prohibidas. Entre otros crustáceos decápodos se encuentran tres especies de camarones usuales: topo marino (Upogebia pusilla), camarón de piedra (Palaemon elegans), camarón de hierba (Palaemon adspersus), la especie última es muy común y tiene carne de alta apetecibilidad, debido a lo que se expone a la sobrepesca. 
Entre los moluscos que habitan en el fondo arenoso del golfo de Dzharylgach los más comunes son: Mytilus galloprovincialis, Donax trunculus, Venus gallina, Scapharca inaequivalis, Cerastoderma glaucum, Rapana venosa, Calyptraea chinensis, Flexopecten ponticus.